# جلان تشادويك
جلان تشادويك (بالإنجليزية: Glen Chadwick)‏ هو دراج نيوزيلندي، ولد في 17 أكتوبر 1976 في أوبوناكي ‏ في نيوزيلندا.

## وصلات خارجية
- جلان تشادويك على موقع الاتحاد الدولي للدراجات (الإنجليزية)
- جلان تشادويك على موقع أرشيف الدراجات (الإنجليزية)
- جلان تشادويك على موقع إحصائيات الدراجات الإحترافية (الإنجليزية)
- جلان تشادويك على موقع نسبة الدراجات (الإنجليزية)
- جلان تشادويك على موقع أوليمبيديا (الإنجليزية)
- جلان تشادويك على موقع اللجنة الأولمبية النيوزيلندية (الإنجليزية)